# Severino (álbum)
Severino é o sétimo álbum de estúdio dos Paralamas do Sucesso, gravado na Inglaterra e produzido por Phil Manzanera. Foi lançado em abril de 1994. 
É um disco com muitas influências do Nordeste do Brasil, letras de forte cunho social-político e melodias diferentes que se tornam estranhas até aos fãs. 
Foi considerado pela crítica como o mais estranho e sombrio trabalho do grupo. Também foi chamado de um "disco tropicalista", por ter influências desse movimento do final dos anos 60, liderado por Caetano Veloso, Gilberto Gil, Tom Zé, etc. e poetas como Torquato Neto.
Comercialmente, foi um fracasso, com apenas 55 mil cópias vendidas, apesar de ter sido bem vendido na Argentina com o nome de Dos Margaritas e ter uma boa temporada de turnês, originando o álbum ao vivo Vamo Batê Lata, de 1995, e o de estúdio, Nove Luas, lançado em 1996. 
A música El Vampiro Bajo el Sol conta com o solo do guitarrista Brian May, e a parceria com Fito Paez.
Em setembro de 2019, o Paralamas do Sucesso e a Universal Music decidiram relançar o álbum em LP em comemoração dos 25 anos de lançamento.
| Críticas profissionais                                                      | Críticas profissionais |
| Avaliações da crítica                                                       | Avaliações da crítica  |
| Fonte                                                                       | Avaliação              |
| --------------------------------------------------------------------------- | ---------------------- |
| All Music Guide                                                             | [ 3 ]                  |
| Esta tabela precisa de ser acompanhada por texto em prosa. Consulte o guia. |                        |

## Faixas
| N.º | Título                                                                                         | Duração |  |
| 1.  | "Não Me Estrague o Dia" (Letra: Herbert Vianna / Música: Bi Ribeiro, Herbert Vianna)           | 02:18   |  |
| 2.  | "Navegar Impreciso"                                                                            | 03:24   |  |
| 3.  | "Varal"                                                                                        | 03:41   |  |
| 4.  | "Réquiem do Pequeno"                                                                           | 02:54   |  |
| 5.  | "Vamo Batê Lata"                                                                               | 02:56   |  |
| 6.  | "El Vampiro Bajo el Sol" (Letra: Herbert Vianna / Música: Fito Paez)                           | 04:15   |  |
| 7.  | "Músico" (Letra: Tom Zé / Música: Bi Ribeiro, Herbert Vianna)                                  | 03:14   |  |
| 8.  | "Dos Margaritas" (Letra: Herbert Vianna / Música: Herbert Vianna, Bi Ribeiro)                  | 03:06   |  |
| 9.  | "O Rio Severino"                                                                               | 02:55   |  |
| 10. | "Cagaço" (Letra: Herbert Vianna / Música: Herbert Vianna, Bi Ribeiro)                          | 03:39   |  |
| 11. | "O Amor Dorme"                                                                                 | 03:10   |  |
| 12. | "Go Back" (Letra e música: Sérgio Britto, Torquato Neto / Versão: Martim Cardoso)              | 03:06   |  |
| 13. | "Casi un Segundo (Quase Um Segundo)" (Letra e música: Herbert Vianna / Versão: Martim Cardoso) | 05:22   |  |